# Frederick James Gould
Frederick James Gould (Brighton, 19 december 1855 - Londen, 6 april 1938) was een leraar Engels, schrijver en humanistisch pionier.

## Opleiding en studie
Frederick James Gould werd geboren in Brighton als zoon van William James Gould en zijn vrouw Julia, die evangelische Anglicanen waren. Hij groeide op in Londen en werd op 7-jarige leeftijd uitgezonden om te studeren en te zingen in het koor van St George's Chapel, Windsor Castle. Hij ging toen naar school in Chenies, Buckinghamshire, waar hij een dag- en zondagsschoolleraar werd. Toen hij 15 jaar was, meende hij dat hij stemmen in zijn hoofd hoorde roepen: "Hoe wonderbaar is de liefde van God!", waarna hij theologie studeerde "in een soort vrome woede". Echter, nadat hij in 1877 tot hoofdleraar aan de Great Missenden kerkschool was benoemd, ontstonden bij hem twijfels over zijn eigen religieuze geloof.
In 1879 verhuisde hij naar Londen, trouwde, en begon te werken als een leraar in openbare scholen in armere delen van East End. Tegen het begin van de jaren 1880 was hij actief betrokken geraakt bij de secularistische beweging. Hij werd overgeplaatst van de school in de wijk Bethnal Green naar Limehouse in 1887, nadat zijn gepubliceerde aantekeningen in de Secular Review werden gezien door zijn werkgevers, de London School Board, en hij was vrijgesteld van het onderwijzen van de Bijbel. Later vroeg hij toestemming om de bijbelse leer te hervatten, om de ethische in plaats van bovennatuurlijke elementen te benadrukken, maar dit werd geweigerd.

## Werk als een secularist en humanist
Hij ontmoette de in Amerika geboren secularist Stanton Coit tijdens een lezing in 1889 over morele opvoeding op Franse scholen. Coit hielp Gould met het opzetten van de East London Ethical Society, voor wie Gould vervolgens een reeks ethische lessen bedacht voor gebruik op zondagsscholen, die hij later ontwikkelde tot een vierdelig boek, The Children's Book of Moral Lessons (1897). Hij schreef ook artikelen over het humanisme, en de boeken Stepping-Stones to Agnosticism (1890) en The Agnostic Island (1891), beide uitgegeven door de uitgeverij van Charles A. Watts. In 1890, met Watts, George Holyoake en anderen, hielp hij mee aan de Propagandistische perscommissie, die in 1899 de Rationalist Press Association werd. In 1896 hielp hij met Coit een Unie van Ethische Samenlevingen op te richten, die de voorloper werd van de latere British Humanist Association.
Hij verliet het onderwijs in 1896, en verhuisde in 1899 met zijn gezin naar Leicester, waar hij voor het eerst in 1883 had gesproken. Als opvolger van Joseph McCabe werkte hij tot 1908 als secretaris van de Leicester Secular Society. Hij publiceerde in 1900 een History of the Leicester Secular Society. Gedurende deze periode werd hij meer en meer beïnvloed door de geschriften van Auguste Comte, en in 1902 trad hij toe tot de positivistische kerk Church of Humanity en richtte hij de Leicester Positivist Society op. Van 1904 tot 1910 was hij een gemeenteraadslid van de Labour Party in Leicester. In 1909 nam hij als een van de eersten de term 'humanist' in zijn moderne betekenis over. Gould werkte later als docent en (assistent) docent ('demonstrator'), aanvankelijk voor de Moral Education League, en van 1919 tot 1927 was hij erevoorzitter van het International Moral Education Congress. Nadat zijn zoon, Julian Gould, in 1917 in Arras werd gedood, raakte hij steeds meer geïnteresseerd in het werk van de Volkenbond en de wereldvrede.<
Hij reisde en toerde op grote schaal en gaf lezingen, met name in de Verenigde Staten en India onder auspiciën van de regering. Zijn werk omvatte geschriften en lezingen over ethische onderwerpen, en hij werd bekend om zijn aansporing dat seculier onderwijs zou putten uit een breed scala van morele voorbeelden, waaronder die uit de Bijbel, Shakespeare en biografieën. Hij werkte om niet-theologische morele instructie te bevorderen. Hij schreef veel boeken en pamfletten over een breed scala aan onderwerpen, waaronder religieuze geschiedenis, Bijbelse kritiek en educatieve methoden. Hij schreef The Life-Story of a Humanist (1923), evenals een biografie van Auguste Comte. In latere jaren woonde hij in Ealing, Londen